# Бадел
Бадел (њем. Badel) општина је у њемачкој савезној држави Саксонија-Анхалт. Једно је од 40 општинских средишта округа Алтмарк Салцведел. Према процјени из 2010. у општини је живјело 440 становника. Посједује регионалну шифру (AGS) 15081035.

## Географски и демографски подаци
Бадел се налази у савезној држави Саксонија-Анхалт у округу Алтмарк Салцведел. Општина се налази на надморској висини од 42 метра. Површина општине износи 13,3 km². У самом мјесту је, према процјени из 2010. године, живјело 440 становника. Просјечна густина становништва износи 33 становника/km².